# Dubnové teze
Dubnové teze jsou programový dokument bolševické strany, který vyložil Vladimir Iljič Lenin na dvou schůzích 4. (17.) dubna 1917 a potom v ústředním výboru a v redakci Pravdy. V literatuře je charakterizován jako rozpracování stranické taktiky pro přechod politického vývoje v Rusku od revoluce, komunisty označované jako buržoazně demokratické, k revoluci socialistické.
Z tohoto hlediska jej nelze posuzovat odděleně od celkového kontextu Leninových názorů, vyjádřených ve spisu (blízkém Dubnovým tezím) Imperialismus jako nejvyšší stádium kapitalismu, vydaném stejného roku. Zde Lenin prezentuje názor, že pod vlivem světové války se kapitalismus skrze státní kontrolu nad strategickými odvětvími průmyslu nevyhnutně dostává do stádia tzv. státního kapitalismu, kde kapitál je víceméně sloučen se státem a stát je prostředkem, kterým kapitalisté dosahují zvýšení svých zisků. V důsledku toho se podle Lenina parlamentní demokracie definitivně stává výhradně nástrojem kapitalismu jako takového, a tedy nástrojem vykořisťování dělnictva. Proto představitelé dělnických stran, kteří se účastní na této formě státu v jeho institucích, jsou (ať už vědomě nebo nevědomě) oportunistickými účastníky boje kapitálu proti proletariátu a svou účastí souhlasí a spolupracují na útlaku proletariátu, i když verbálně tvrdí opak.
Dubnové teze tuto základní myšlenku, prezentovanou v celé řadě Leninových prací, rozpracovávají pro soudobou ruskou politickou situaci, kdy Prozatímní vláda odmítala stáhnout Rusko z účasti ve světové válce. Podle Lenina to vláda ani učinit nemůže: válka je proti zájmům dělnictva, avšak zcela v zájmu imperialistických sil, v případě Ruska mj. kapitalistické Prozatímní vlády. Stávající vláda podle Lenina bude vždy vládou kapitalistickou, a proto i protidělnickou a proválečnou.
Jako řešení této situace Lenin v Dubnových tezích předkládá svůj program údajně opravdové dělnické strany – strany komunistické. Jejím cílem v Rusku podle Lenina musí být nejen svržení Prozatímní vlády, ale kapitalismu vůbec, protože jinak každá jiná vláda bude jen její obdobou. Komunisté mají usilovat o odstranění všech stávajících orgánů státu a jejich nahrazení dělnicko-rolnickou samosprávou prezentovanou sověty, ovšem až od jejich očištění od zmíněných oportunistických sil. Nový typ strany, který Lenin v Dubnových tezích proklamuje, je chápán jako vůdčí a jediná možná síla tohoto hnutí. Důležitým prvkem v této souvislosti je představa nahrazení vojenských a policejních složek státu všeobecným ozbrojením lidu, které vypovídá o ochotě provést politické změny i násilím, a důraz na převzetí soukromého majetku (výrobních prostředků a bank) do veřejného vlastnictví pod správou sovětů, neboť kapitalismus podle Lenina nezanikne proklamací, ale jedině faktickým zánikem soukromého kapitálu.
Dubnové teze se staly ústředním textem komunistické ideologie a přestože důraz na jejich aplikaci v praxi vlád byl proměnlivý (viz např. NEP – Nová ekonomická politika), předurčily vývoj v sovětském Rusku a později také v dalších socialistických státech až do poloviny padesátých let 20. století. Definitivní odklon od jejich tezí nastává až po smrti Stalina v roce 1953.